# Municipio de Hanover (condado de Beaver)
El municipio de Hanover (en inglés: Hanover Township) es un municipio ubicado en el condado de Beaver en el estado estadounidense de Pensilvania. En el año 2000 tenía una población de 3.529 habitantes y una densidad poblacional de 30.4 personas por km².

## Geografía
El municipio de Hanover se encuentra ubicado en las coordenadas 40°29′30″N 80°21′59″O / 40.49167, -80.36639.

## Demografía
Según la Oficina del Censo en 2000 los ingresos medios por hogar en la localidad eran de $44,393 y los ingresos medios por familia eran $51,000. Los hombres tenían unos ingresos medios de $40,544 frente a los $24,770 para las mujeres. La renta per cápita para la localidad era de $18,079. Alrededor del 3,7% de la población estaban por debajo del umbral de pobreza.